# Owenia johnsoni
Owenia johnsoni är en ringmaskart som beskrevs av Blake in Blake, Hilbig och Scott 2000. Owenia johnsoni ingår i släktet Owenia och familjen Oweniidae. Inga underarter finns listade i Catalogue of Life.